# Agua superficial

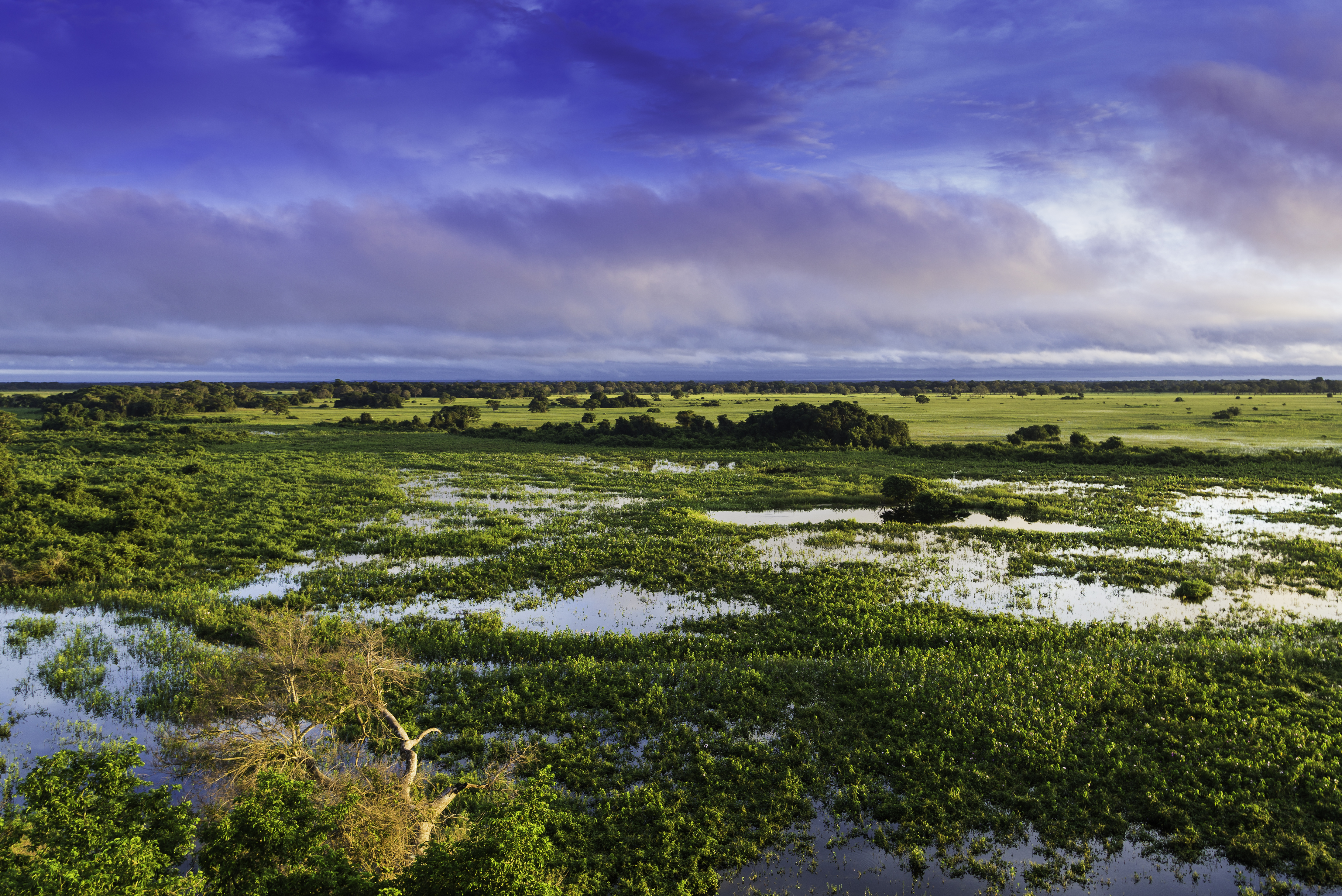
Vista del Pantanal, zona con abundante agua superficial derivada de las lluvias

Aguas superficiales son  aquellas que se encuentran sobre la superficie del planeta. Esta se produce por la escorrentía generada a partir de las precipitaciones o por el afloramiento de aguas subterráneas. Pueden presentarse en forma correntosa, como en el caso de corrientes, ríos y arroyos, o quietas si se trata de lagos, reservorios, embalses, lagunas, humedales, estuarios, océanos y mares.
Para propósitos regulatorios, suele definirse al agua superficial como toda agua abierta a la atmósfera y sujeta a escorrentía superficial. Una vez producida, el agua superficial sigue el camino que le ofrece menor resistencia. Una serie de arroyos, riachuelos, corrientes y ríos llevan el agua desde áreas con pendiente descendente hacia un curso de agua principal.
Una área de drenaje suele denominarse como cuenca de drenaje o cuenca hidrográfica.
La calidad del agua está fuertemente influenciada por el punto de la cuenca en que se desvía para su uso. La calidad de corrientes, ríos y arroyos, varía de acuerdo a los caudales estacionales y puede cambiar significativamente a causa de las precipitaciones y derrames accidentales. Los lagos, reservorios, embalses y lagunas presentan en general, menor cantidad de sedimentos que los ríos, sin embargo están sujetos a punto de vista de actividad microbiológica. Los cuerpos de agua quietos tales como lagos y reservorios, envejecen en un período relativamente grande como resultado de procesos naturales. Este proceso de envejecimiento está influenciado por la actividad microbiológica que se encuentra relacionada directamente con los niveles de nutrientes en el cuerpo de agua y puede verse acelerada por la actividad humana.

## Tipos de aguas superficiales
Se pueden distinguir dos tipos.

### Aguas lóticas o corrientes
Son las masas de agua que se mueven siempre en una misma dirección como ríos, manantiales, riachuelos, arroyos.

### Aguas lénticas
Se denominan aguas lénticas a las interiores quietas o estancadas tales como los lagos, lagunas, charcas, humedales y pantanos.
Desde otro punto de vista pueden clasificarse en:

### Artificiales o muy modificadas
Las aguas superficiales pueden clasificarse como artificiales, (una masa de agua superficial creada por la actividad humana) o muy modificadas, (se trata de una masa de agua superficial que, como consecuencia de alteraciones físicas producidas por la actividad humana, ha experimentado un cambio sustancial en su naturaleza).
En estos casos las aguas superficiales se ven involucradas en alguno de los siguientes casos:
- Se han producido cambios importantes en las características hidromorfológicas de la masa de agua. Esto se produce cuando se construyen obras destinadas a la navegación, instalaciones portuarias o actividades recreativas, suministro de agua potable, producción de energía o riego, regulación del agua, protección contra inundaciones, drenaje de terrenos u otras actividades de carácter económico o no.
- Los beneficios derivados de las características artificiales o modificadas de la masa de agua no puedan alcanzarse razonablemente, debido a las posibilidades técnicas o a costes desproporcionados para alcanzarlos, respetando la preservación ambiental de la zona. Deben estudiarse otras alternativas mejores para el aprovechamiento de los recursos hídricos, que constituyan una opción medioambientalmente mejor.

### Aguas superficiales en estado natural
Se definen así las masas de agua superficial que no han sido modificadas por acciones antrópicas.

## Clasificación de las aguas superficiales
La categorización de las masas de aguas superficiales tiene la finalidad de facilitar la gestión de cada una de ellas. Uno de los primeros pasos en la caracterización de cada cuenca hidrográfica es la diferenciación de las masas de agua superficial en categorías.
Un criterio de clasificación muy importante para los cursos de agua es la que establece las condiciones de uso de cada uno de los ríos o arroyos, con la finalidad de prevenir la contaminación de los cursos de agua.
Estas normativas pueden variar de país a país y son establecidos formalmente a través de normativas legales, como ejemplo, se presenta la normativa vigente en Uruguay.

ARTICULO 3º- Los cursos o cuerpos de agua del País se clasificarán según sus usos preponderantes actuales o potenciales en cuatro clases de acuerdo a lo siguiente:

CLASE 1

Aguas destinadas o que puedan ser destinadas al abastecimiento de agua potable a poblaciones con tratamiento convencional.

CLASE 2

a) Aguas destinadas al riego de hortalizas o plantas frutícolas u otros cultivos destinados al consumo humano en su forma natural, cuando éstas son usadas a través de sistemas de riego que provocan el mojado del producto.

b) Aguas destinadas a recreación por contacto directo con el cuerpo humano.

CLASE 3

Aguas destinadas a la preservación de los peces en general y de otros integrantes de la flora y fauna hídrica, o también aguas destinadas al riego de cultivos cuyo producto no se consume en forma natural o en aquellos casos que siendo consumidos en forma natural se apliquen sistemas de riego que no provocan el mojado del producto.

CLASE 4

Aguas correspondientes a los cursos o tramos de cursos que atraviesan zonas urbanas o suburbanas que deban mantener una armonía con el medio, o también aguas destinadas al riego de cultivos cuyos productos no son destinados al consumo humano en ninguna forma.
DECRETO 253/79 Normas para prevenir la contaminación ambiental

Para cada una de las clases se establece límites máximos a los que pueden alcanzar una serie de parámetros.
Ver parámetros.